# Demetrios III.

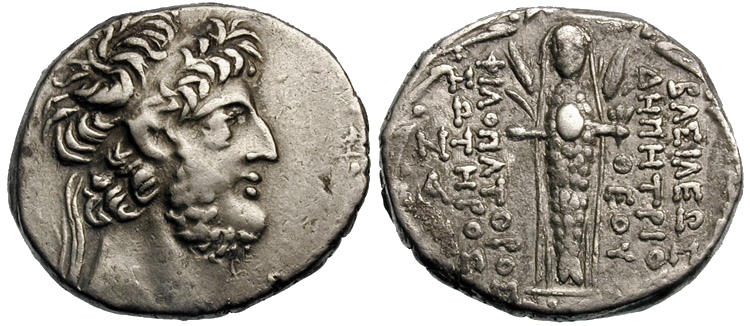
Münze des Demetrius III Eucaerus mit Abbildung der Atargatis

Demetrios III. Theos Philopator Soter (altgriechisch Δημήτριος Θεός Φιλοπάτωρ Σωτήρ Dēmḗtrios Theós Philopátōr Sōtḗr; * ca. 115 v. Chr.; † 88 v. Chr.), genannt Eukairos (Εὔκαιρος Eúkairos), war von 95–88 v. Chr. König des Seleukidenreiches. Er war ein Sohn von Antiochos VIII. Grypos aus dessen erster Ehe mit Tryphaina.
Mit Hilfe des ägyptischen Königs Ptolemaios IX. gelang es ihm um 95 v. Chr., einen Teil des syrischen Herrschaftsbereichs seines Vaters wiederherzustellen. Er hielt in Damaskus Hof, von wo aus er die Erweiterung seines Gebietes betrieb. Er schlug den Makkabäer-König Alexander Jannäus in einer Schlacht bei Sichem vernichtend, allerdings zwang ihn die Feindschaft der jüdischen Bevölkerung schließlich zum Rückzug. Er kämpfte ständig gegen seinen Cousin Antiochos X. und besiegte ihn mit Hilfe seines Bruders Philipp I. Philadelphos. Als er versuchte, seinen Bruder abzusetzen, wurde er von diesem mit Hilfe der Araber und dem parthischen Eparchen Mithridates Sinnakes geschlagen, gefangen genommen und vom Partherkönig Mithridates bis zu seinem Tod 88 v. Chr. gefangen gehalten.